# Don Burgess (Kameramann)
Don Michael Burgess (* 28. Mai 1956 in Santa Monica, Kalifornien) ist ein US-amerikanischer Kameramann. Bekannt ist er vor allem durch seine langjährige Zusammenarbeit mit Regisseur Robert Zemeckis.

## Leben
Der 1956 in Santa Monica geborene Burgess wuchs in Pacific Palisades auf.
Nach seinem Studium am Art Center College of Design in Pasadena, das er 1982 mit einem Bachelor of Fine Arts abschloss, drehte Burgess zunächst Dokumentationen, Industriefilme und arbeitete als Kameramann für Werbespots. Erste Erfahrungen bei Spielfilmproduktionen sammelte er ab 1976 als Second-Unit-Kameramann und als Kameraoperator. Seit Beginn der 1990er-Jahre drehte Burgess als Chefkameramann und wurde im Jahr 1994 für seine Arbeit an Forrest Gump für einen Oscar sowie für einen ASC Award als Bester Kameramann nominiert. Seither arbeitet er auch häufig mit dem Regisseur Robert Zemeckis zusammen. Im Jahre 1995 wurde Burgess als Mitglied in die ASC aufgenommen.
Der in Pasadena lebende Burgess ist mit Bonnie Ann Burgess verheiratet und hat drei Kinder. Sein Sohn Michael Burgess (Don Michael Burgess Jr.) ist ebenfalls als Kameramann tätig.

## Filmografie
- 1979: Super Stunt – Die Draufgänger vom Dienst (Superstunt II, Fernsehfilm)
- 1981: Ruckus
- 1982: National Geographic Specials (Fernsehserie, eine Episode)
- 1985: Fury to Freedom
- 1986: Rächer der Nacht (The Night Stalker)
- 1987: Helden USA (Death Before Dishonor)
- 1987: Die unbeugsamen Wilden (Summer Camp Nightmare)
- 1987: Lost World – Die letzte Kolonie (World Gone Wild)
- 1988: Zu jung, ein Held zu sein (Too Young the Hero, Fernsehfilm)
- 1988: Under the Boardwalk
- 1989: Blinde Wut (Blind Fury)
- 1989: Breaking Point (Fernsehfilm)
- 1990: Nenn mich nicht Nigger … (The Court-Martial of Jackie Robinson, Fernsehfilm)
- 1991: Geschichten aus der Gruft (Tales from the Crypt, Fernsehserie, Episode 3x14)
- 1991: Drei Wege in den Tod (Two-Fisted Tales, Fernsehfilm, Segment Yellow)
- 1992: Meh’ Geld (Mo’ Money)
- 1993: Space Rangers (Fernsehserie, Episode 1x01)
- 1993: Josh and S.A.M.
- 1994: Forrest Gump
- 1994: Richie Rich
- 1995: Vergiß Paris (Forget Paris)
- 1996: Jahre der Zärtlichkeit – Die Geschichte geht weiter (The Evening Star)
- 1997: Contact
- 2000: Schatten der Wahrheit (What Lies Beneath)
- 2000: Cast Away – Verschollen (Cast Away)
- 2002: Spider-Man
- 2003: Terminator 3 – Rebellion der Maschinen (Terminator 3: Rise of the Machines)
- 2003: Sie nennen ihn Radio (Radio)
- 2004: 30 über Nacht (13 Going on 30)
- 2004: Der Polarexpress (The Polar Express)
- 2004: Verrückte Weihnachten (Christmas with the Kranks)
- 2006: Antarctica – Gefangen im Eis (Eight Below)
- 2006: Die Super-Ex (My Super Ex-Girlfriend)
- 2007: Verwünscht (Enchanted)
- 2008: Ein Schatz zum Verlieben (Fool’s Gold)
- 2009: Die Noobs – Klein aber gemein (Aliens in the Attic)
- 2010: The Book of Eli
- 2011: Source Code
- 2011: Priest
- 2011: Die Muppets (The Muppets)
- 2012: Flight
- 2013: 42 – Die wahre Geschichte einer Sportlegende (42)
- 2014: Muppets Most Wanted
- 2016: Conjuring 2 (The Conjuring 2)
- 2016: Allied – Vertraute Fremde (Allied)
- 2016: Monster Trucks
- 2017: Genauso anders wie ich (Same Kind of Different as Me)
- 2017: Wunder (Wonder)
- 2018: The Christmas Chronicles
- 2018: Aquaman
- 2019: Einer von Sechs (Sextuplets)
- 2020: Hexen hexen (The Witches)
- 2020: The Christmas Chronicles: Teil zwei (The Christmas Chronicles: Part Two)
- 2022: Pinocchio
- 2023: Aquaman: Lost Kingdom (Aquaman and the Lost Kingdom)
- 2024: A Family Affair
- 2024: Here
- 2025: The Thursday Murder Club

## Auszeichnungen (Auswahl)
- 1994: Oscar-Nominierung für Beste Kamera in Forrest Gump
- 1997: Satellite Award für Beste Kamera in Contact (1997)
- 2024: ASC Lifetime Achievement Award